# Resolutie 2370 Veiligheidsraad Verenigde Naties
Resolutie 2370 van de Veiligheidsraad van de Verenigde Naties werd unaniem door de VN-Veiligheidsraad aangenomen op 2 augustus 2017. De door Egypte opgestelde resolutie riep landen op meer te doen om te verhinderen dat terroristen wapens konden verwerven.
De directeur van het VN-kantoor inzake Drugs en Misdaad zei dat terroristen op allerhande manieren over heel de wereld wapens verwierven via slecht beheerde wapenopslagplaatsen, zwakke grenscontroles en wapenhandel via het internet.

## Standpunten
De Egyptische vertegenwoordiger noemde wapens leveren aan terroristen een even zware misdaad als terrorisme zelf. Volgens deze resolutie moesten alle landen voorkomen dat terroristen wapens in handen kregen, en zou de Veiligheidsraad ingrijpen als ze dat niet deden.
De Britse vertegenwoordiger zei dat de niet-aflatende terreur de internationale gemeenschap voor een ongeziene uitdaging stelde. In de Iraakse stad Mosoel was te zien wat er gebeurde als wapens in verkeerde handen terecht kwamen. Islamitische Staat had de stad vernield en vol boobytraps achtergelaten. Hij riep alle landen op het Wapenhandelsverdrag te ondertekenen. Zijn Zweedse collega zei dat hij graag had gewild dat de resolutie er bij alle landen op aan had gedrongen toe te treden tot dit verdrag.
De Russische vertegenwoordiger zei dat een terreuraanslag zoals die op de Russische ambassade in Damascus – die op 2 augustus 2017 onder vuur was genomen met mortiergranaten – enkel mogelijk was met directe ondersteuning van een land. Sommige landen waren tegen financiële beperkingen en grenscontroles, en keken niet in wiens handen de wapens vielen. Wapenleveringen aan terroristen werden in sommige gevallen georganiseerd door de geheime dienst van bepaalde landen.
De Amerikaanse vertegenwoordiger noemde Jemen en Somalië, waar ondanks de wapenembargo's wapens bleven binnenstromen. Ze zie ook dat Iran eruit sprong als een land dat terreurgroepen ondersteunde. Terreurgroepen deden wat Iran hen opdroeg in Irak en Syrië, en het door Iran gesteunde Hezbollah bereidde zich in Libanon voor op oorlog.

## Inhoud
De illegale handel in lichte vuurwapens bleef veel levens kosten en voor instabiliteit zorgen in de wereld. Men veroordeelde de toevoer van wapens, militair materieel, onbemande luchtvaartuigen en onderdelen voor geïmproviseerde bommen naar Islamitische Staat en Al Qaida. In het kader van resolutie 1373, volgens welke landen moesten zorgen dat ze geen steun verleenden aan terroristen, werden landen aangespoord om deze netwerken te ontmantelen.
Geïmproviseerde bommen werden steeds vaker gebruikt bij terreuraanslagen. Het was dan ook van belang dat terreurgroepen niet aan springstoffen, ontstekers, lonten en chemische stoffen om bommen te maken konden komen.
Landen moesten ervoor zorgen dat ze de productie van en handel in lichte vuurwapens onder controle hadden. Burgers die wapens leverden aan terroristen, moesten daarvoor vervolgd worden. Ze moesten ook samenwerken om te voorkomen dat terroristen wapens konden verwerven.
Lijst ·  2337 ·  2338 ·  2339 ·  2340 ·  2341 ·  2342 ·  2343 ·  2344 ·  2345 ·  2346 ·  2347 ·  2348 ·  2349 ·  2350 ·  2351 ·  2352 ·  2353 ·  2354 ·  2355 ·  2356 ·  2357 ·  2358 ·  2359 ·  2360 ·  2361 ·  2362 ·  2363 ·  2364 ·  2365 ·  2366 ·  2367 ·  2368 ·  2369 ·  2370 ·  2371 ·  2372 ·  2373 ·  2374 ·  2375 ·  2376 ·  2377 ·  2378 ·  2379 ·  2380 ·  2381 ·  2382 ·  2383 ·  2384 ·  2385 ·  2386 ·  2387 ·  2388 ·  2389 ·  2390 ·  2391 ·  2392 ·  2393 ·  2394 ·  2395 ·  2396 ·  2397